# Indisches Patschuli
Indisches Patschuli (Pogostemon cablin) ist eine Pflanzenart aus der Familie der Lippenblütler (Lamiaceae). Sie ist bekannt für das aus ihr gewonnene Patschuliöl.

## Beschreibung
Es handelt sich um ausdauernde, krautige Pflanzen oder Halbsträucher, die aufrecht wachsen und Wuchshöhen von 30 bis 100 Zentimetern erreichen. Die Stängel sind filzig behaart, die von ihnen abgehenden Blattstiele erreichen eine Länge von 1 bis 6 Zentimeter. Die Blattspreite ist kreisförmig bis breit eiförmig, 2 bis 10,5 Zentimeter lang und 1 bis 8,5 Zentimeter breit, beidseitig filzig behaart und dunkelgrün. Die Ränder sind unregelmäßig eingeschnitten, von der Mittelrippe gehen zu jeder Seite fünf Seitenrippen ab.
Die ährigen Blütenstände sind 4 bis 6,5 Zentimeter lang und 1,5 bis 1,8 Zentimeter im Durchmesser, dicht filzig behaart. Die zahlreichen Blüten stehen in Scheinquirlen, also in Ringen in regelmäßigen Abständen. Die Blütenstiele sind 0,5 bis 2 Zentimeter lang, Trag- und Hochblätter sind linear-lanzettlich, dicht filzig behaart und annähernd so lang wie der Kelch. Die Kelchblätter sind röhrenförmig verwachsen, weisen eine Länge zwischen 7 und 9 Millimetern auf und sind innen fein filzig behaart. Die violetten Kronblätter sind verwachsen, rund 1 Zentimeter lang und die Kronlappen sind außen zottig. Die Staubblätter sind behaart.
Die Chromosomenzahl beträgt 2n = 32 oder 64.

## Verbreitung
Diese Art ist in Indien, Sri Lanka, Taiwan, den Philippinen, Indonesien, Südchina und Malaysia beheimatet.

## Verwendung
Das Indische Patschuli wird wie sein Verwandter, das Javanische Patschuli, angebaut, um aus den Blättern durch Wasserdampfdestillation das Patschuliöl als Rohstoff für die Parfümindustrie zu gewinnen. Es wird auch medizinisch verwendet.

## Regenwaldbedrohung
Da der Ölpreis Anfang 2025 stark stieg, roden immer mehr Menschen den indischen Regenwald, um Patschuliplantagen anzulegen. Auch das Brennholz für die Destillationsöfen kommt von umliegenden Bäumen.